# Liste des hôtels particuliers de Nancy
Nancy, ancienne capitale du duché de Lorraine, possède au cours des siècles passés une cour composée de familles nobles qui se font construire de nombreux hôtels particuliers. Plus récemment, c'est au XXe siècle que sont édifiés de nombreux hôtels particuliers de style école de Nancy.

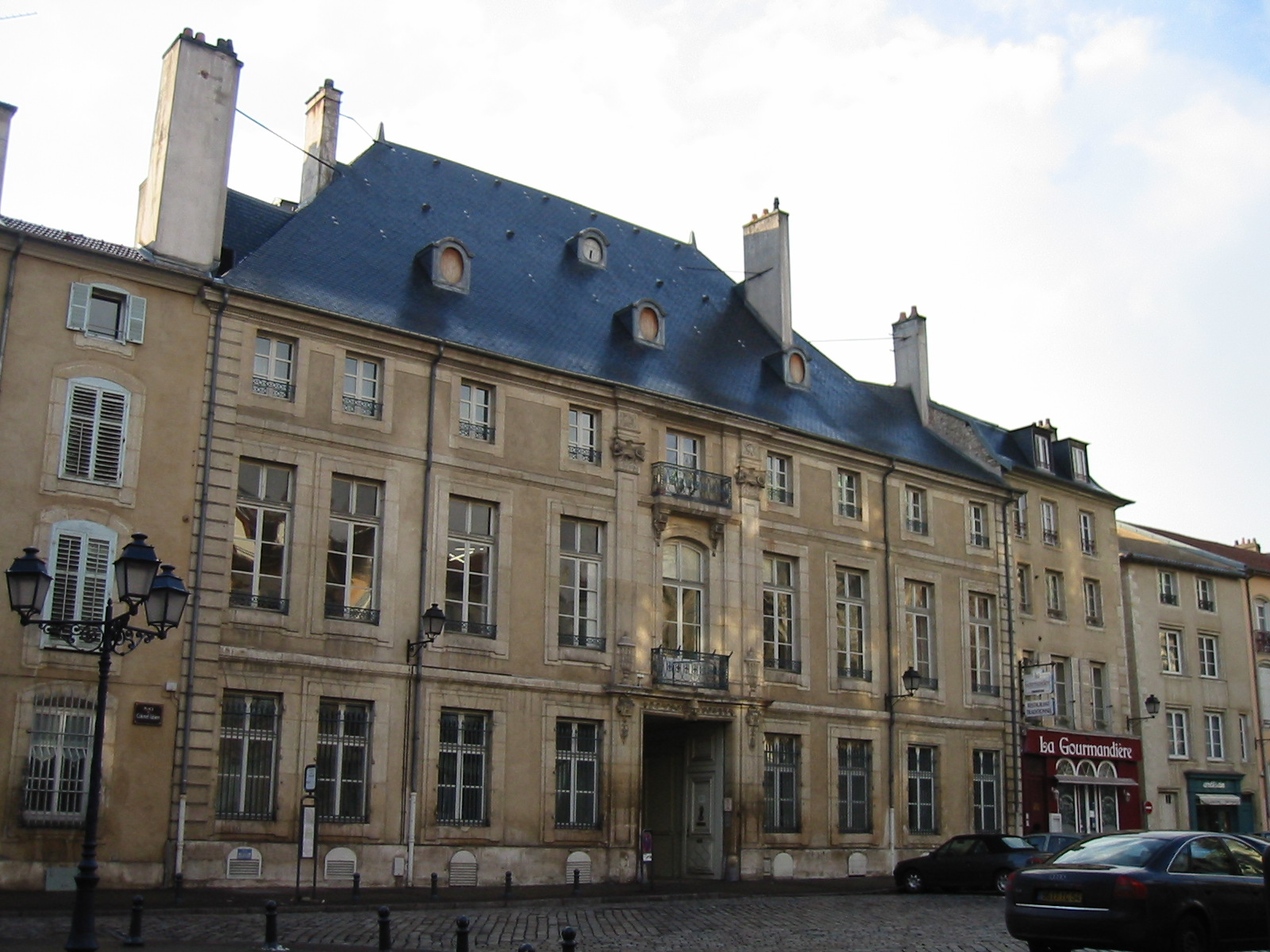
Hôtel de Ludre, place du Colonel-Fabien.

## Renaissance

### XVIesiècle
- Hôtel d'Haussonville, construit pour Jean d'Haussonville, Sénéchal de Lorraine.
- Hôtel de Lillebonne, ancien hôtel de la famille de Beauvau.
- Hôtel de Bassompierre, reconstruit au XIXe siècle selon son aspect original.
- Hôtel de Rogéville, actuellement Le Petit Théâtre, dans la ville….
- Hôtel de Croismare puis de Viange, partiellement reconstruit au XVIIIe siècle.
- Hôtel Lambert, actuellement faisant office de restaurant.
- Hôtel de Rennel, situé au no 29 grande-rue.
- Hôtel Toussaint.
- Hôtel Chuppin.
- Hôtel de Chastenoy.
- Hôtel Philbert.
- Hôtel d'Olonne (modifié au XVIIIe siècle), situé au no 27 rue de la Source.
- Petit-Hôtel de Lunati-Visconti.
- Maison des deux sirènes, du nom de la décoration d'angle.
- Maison Vallée, orfèvres.
- Maison Callot, où naquit le graveur Jacques Callot (1592-1635).

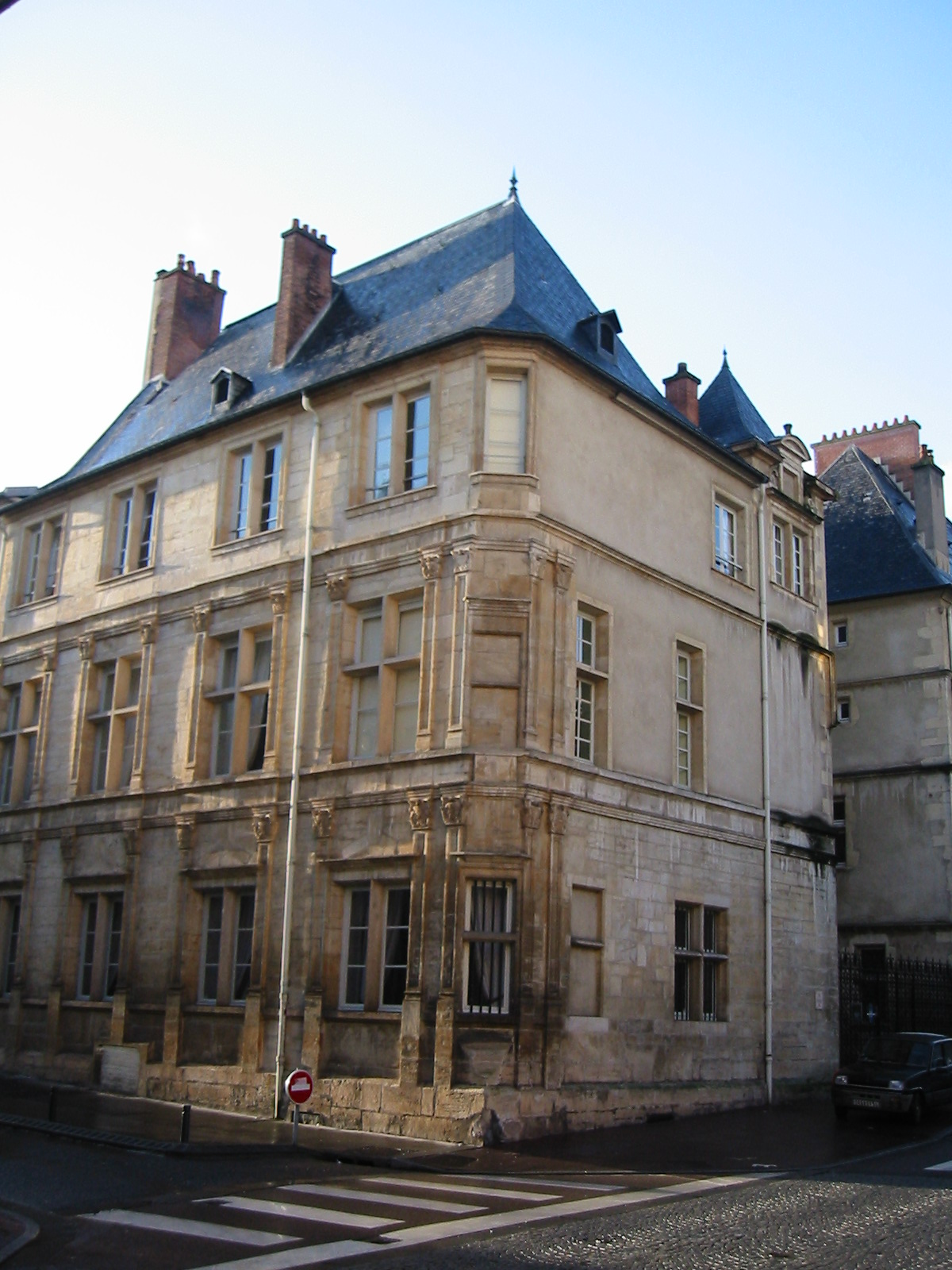
Hôtel d'Haussonville.
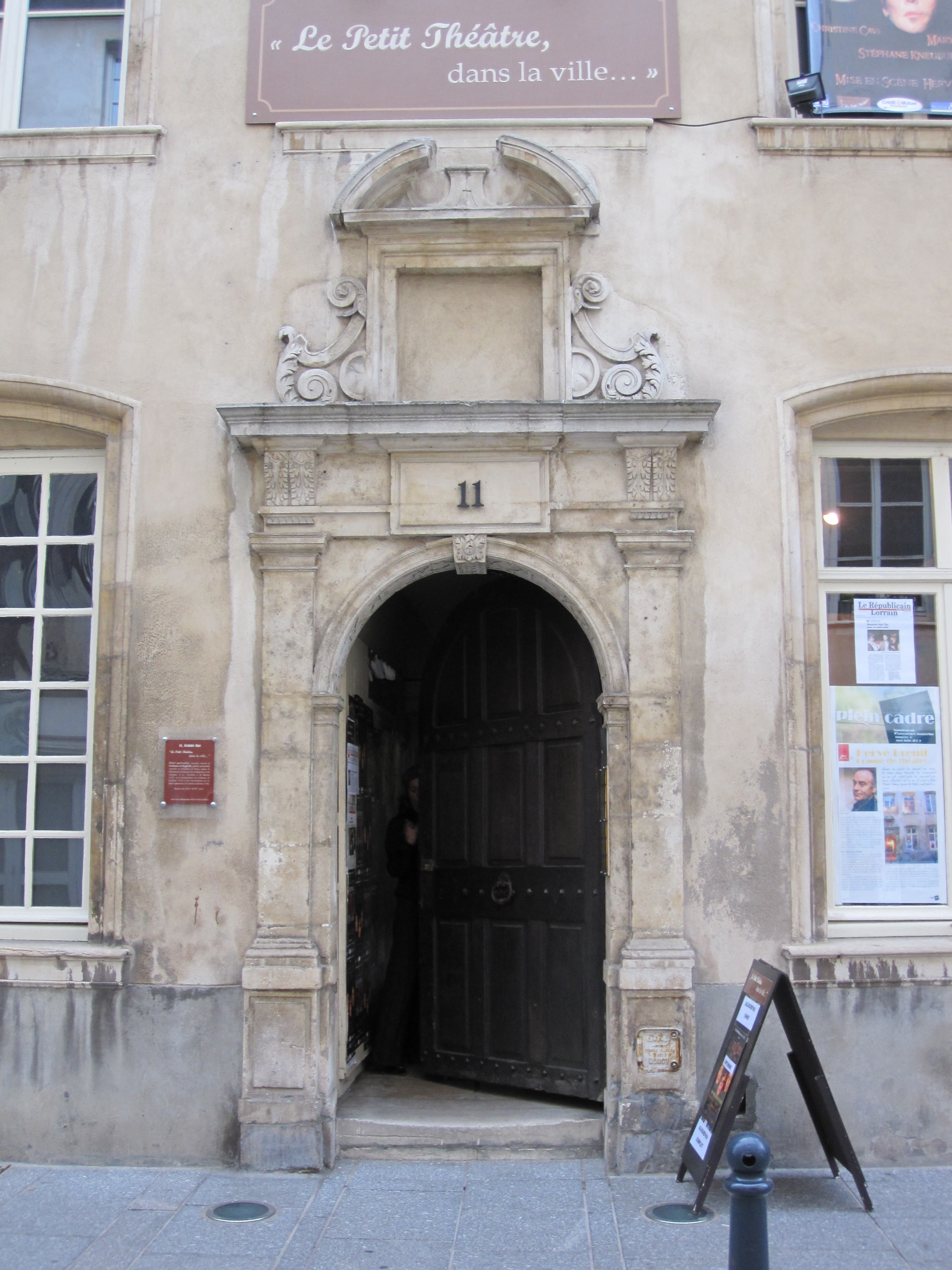
Hôtel de Rogéville.
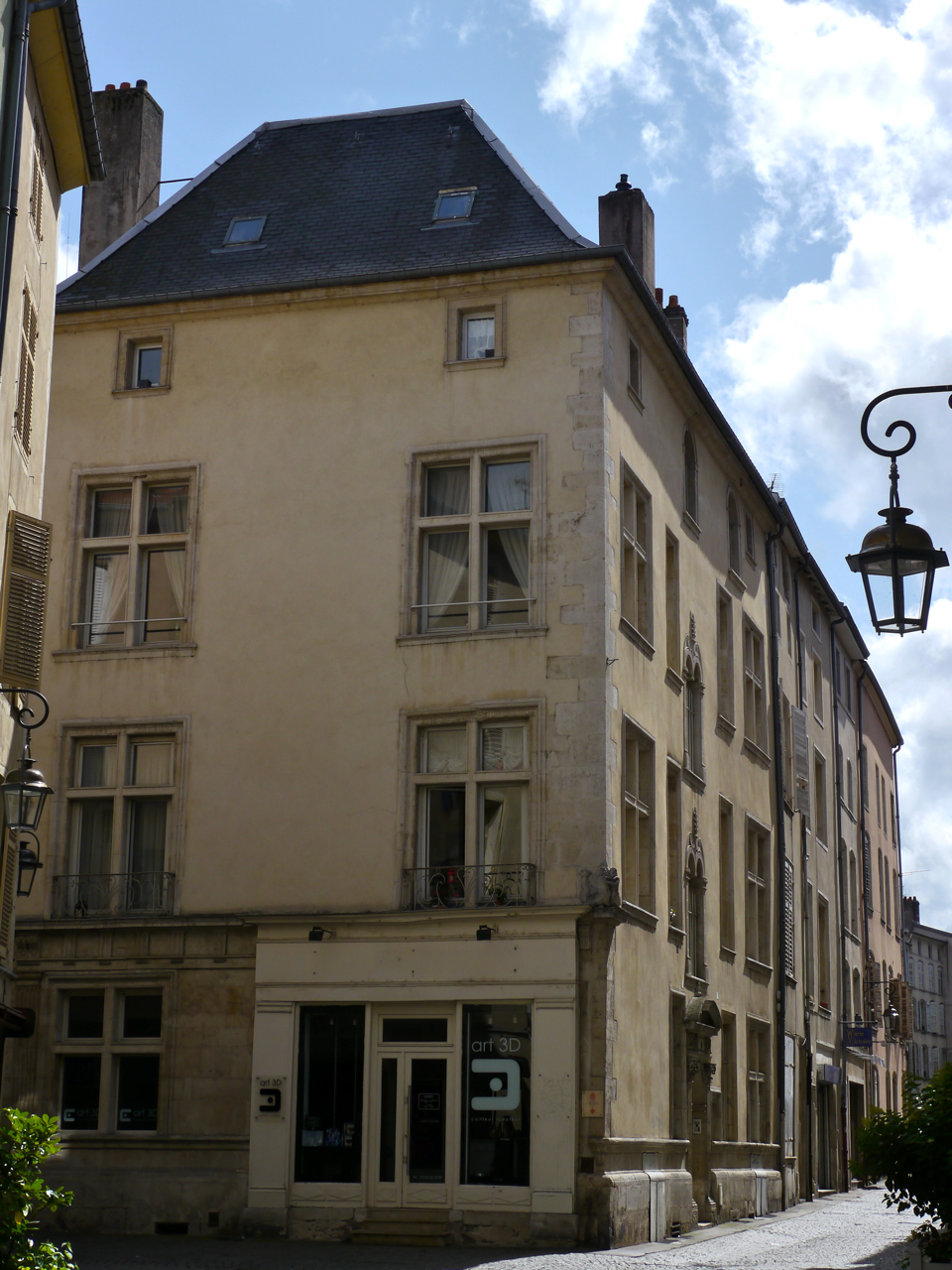
Maison des deux Sirènes.
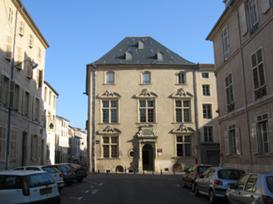
Hôtel de Lillebonne.
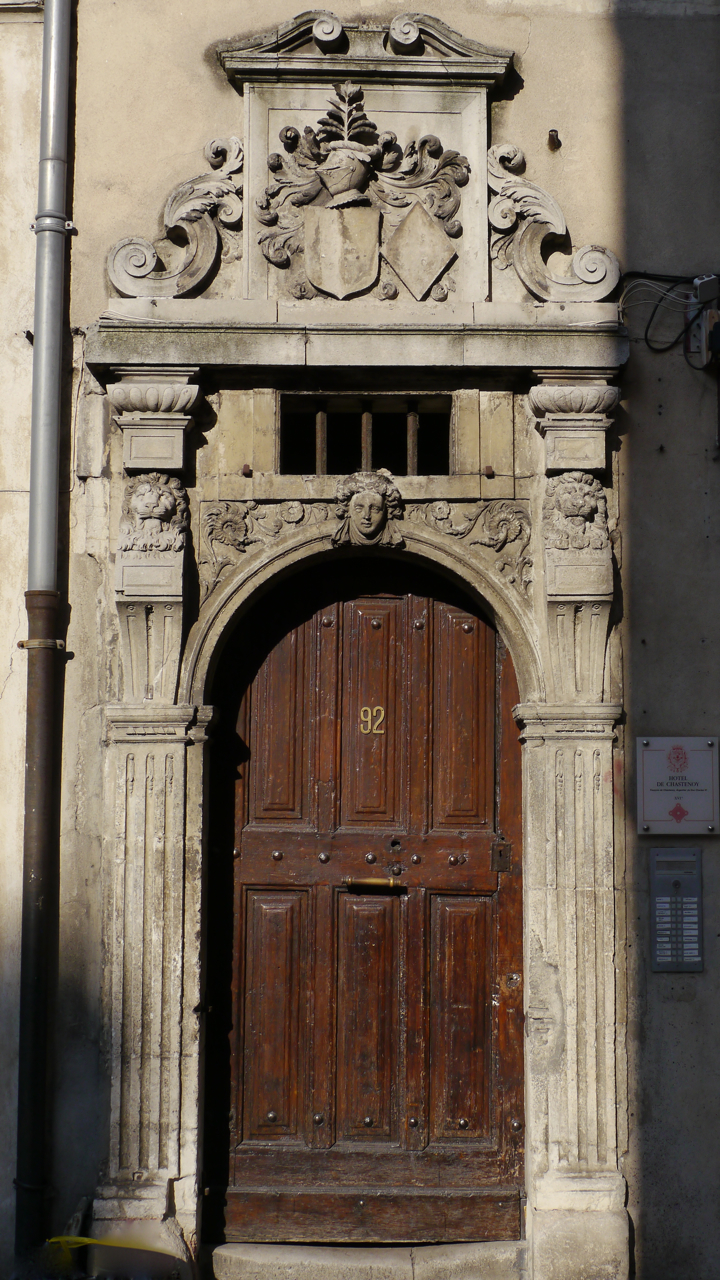
Hôtel de Chastenoy.

### XVIIesiècle
- Hôtel Courcol.
- Hôtel de Gellenoncourt, situé au no 4 rue des Loups).
- Hôtel de Lignéville, construit pour Ferry de Lignéville, bailli de Lorraine.
- Hôtel des Loups ou hôtel de Curel, construit par Germain Boffrand pour M. de Curel, maître des chasses du duc Léopold.
- Hôtel de Lunati-Visconti, modifié au XVIIIe siècle, actuellement hôtel. Impressionnante galerie Renaissance aujourd'hui remontée au château de Renémont à Jarville.
- Hôtel de Martigny.
- Hôtel du marquis de ville, situé au no 10 rue de la Source.
- Hôtel de Lenoncourt.
- Hôtel de Boufflers, situé au no 4 rue de la Salpêtrière.
- Quartier de la Primatiale avec ses maisons de chanoines :
  - Ancien palais primatial (puis palais épiscopal en 1777), construit à partir de 1609 pour Antoine de Lenoncourt, second primat de Lorraine[1] (modifié au XVIIIe siècle, actuellement Hôtel des Prélats[2].
  - Hôtel de Stainville.
  - Hôtel de Myon, situé au no 7 rue Mably.

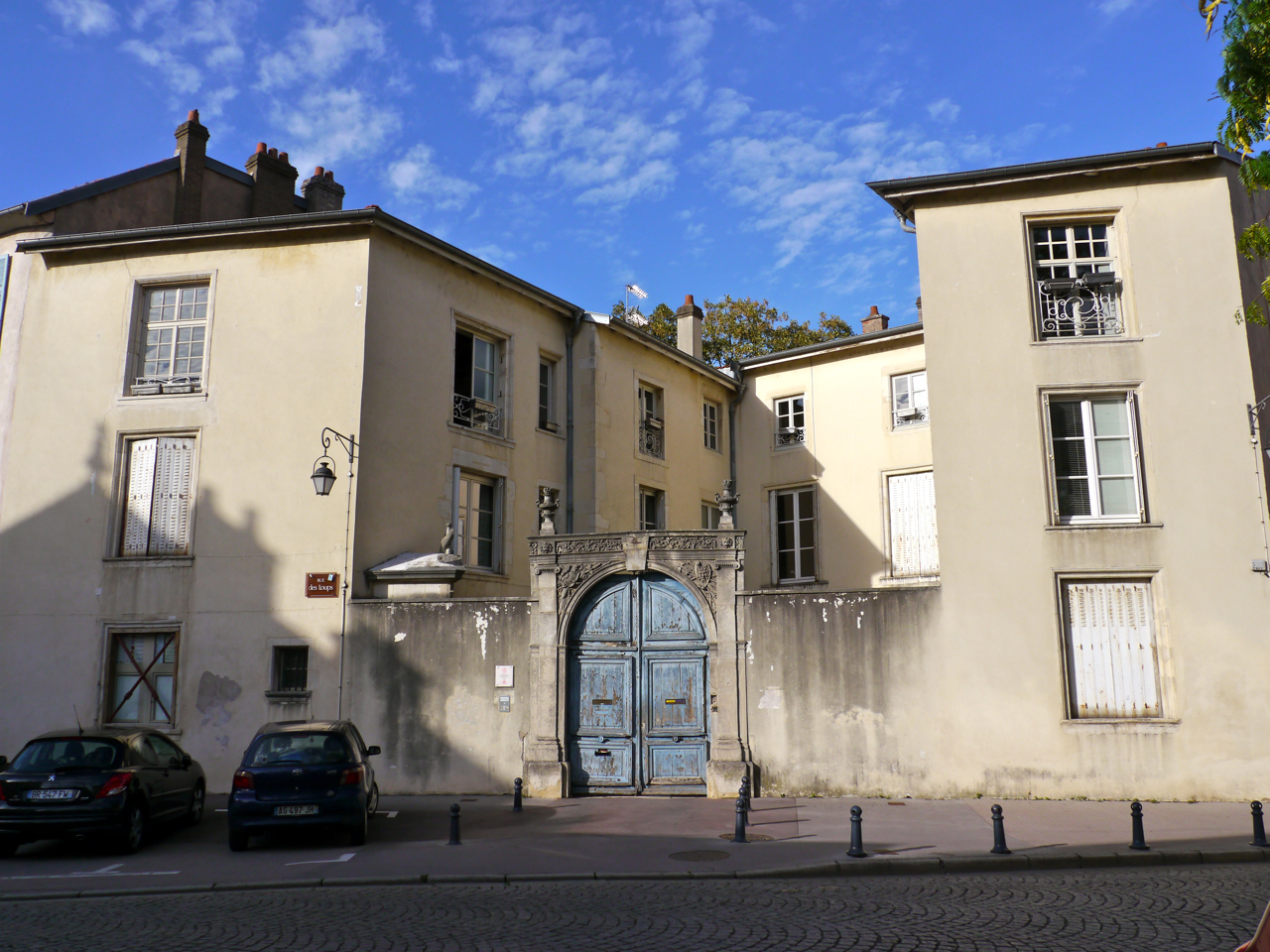
Hôtel de Gellenoncourt.
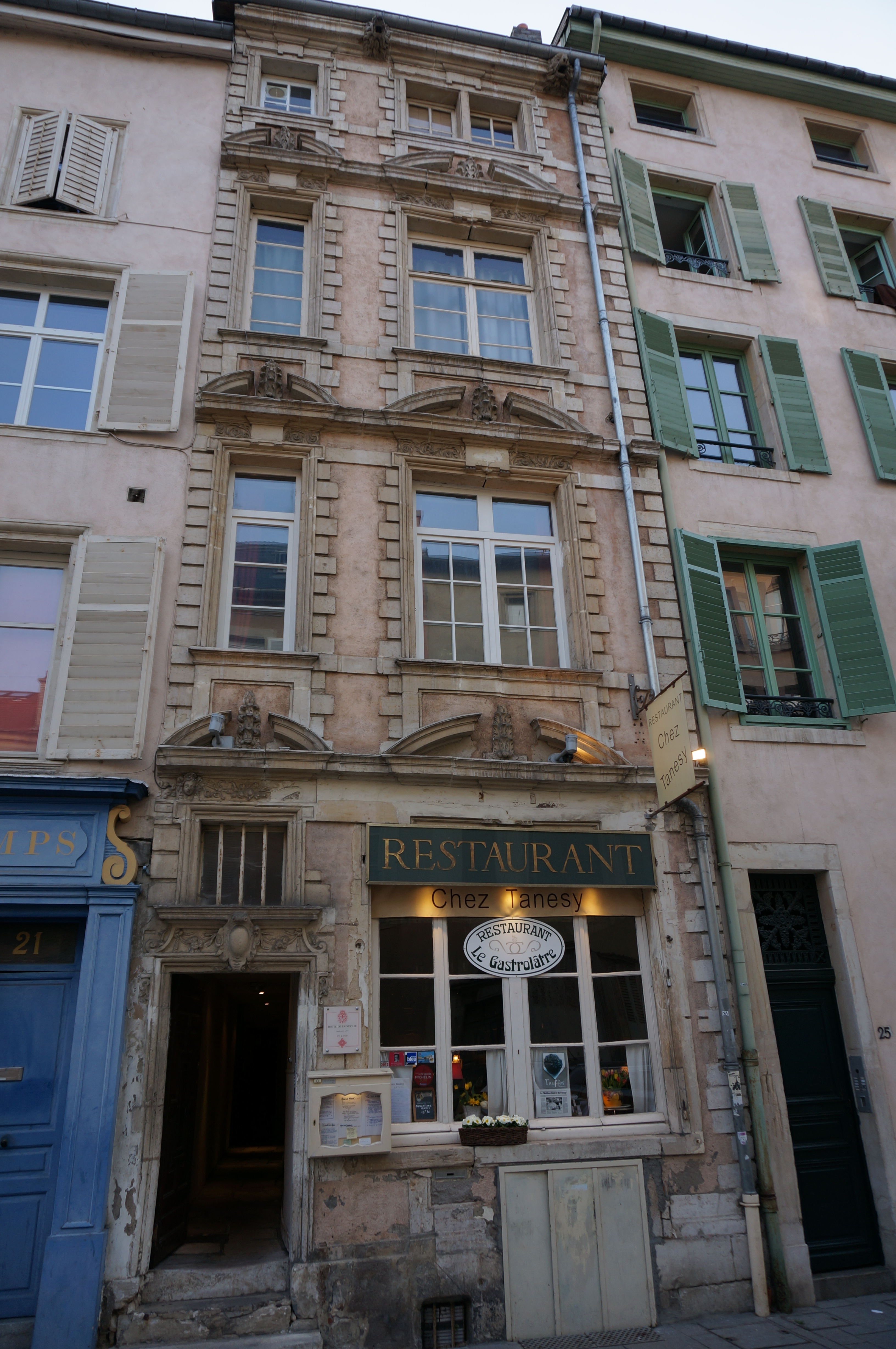
Hôtel de Lignéville.
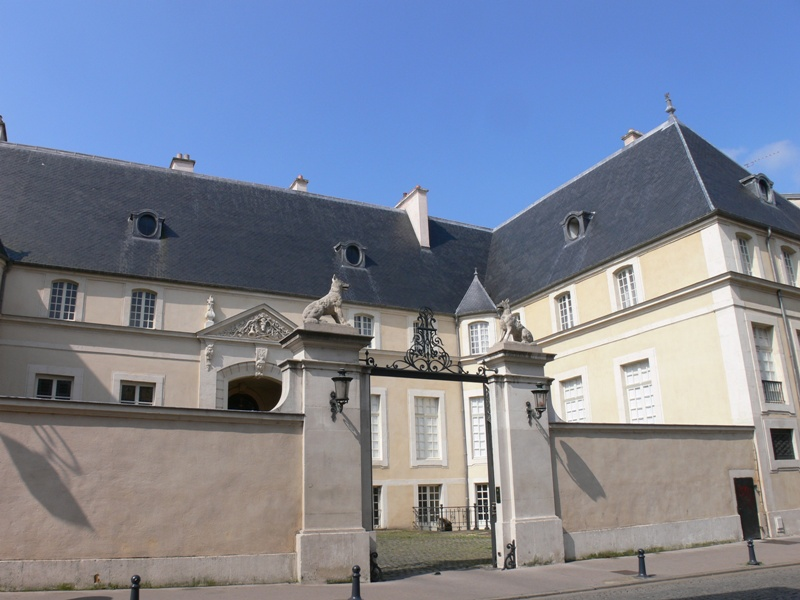
Hôtel des Loups.

## XVIIIesiècle- Classique
Germain Boffrand, architecte du Duc Léopold Ier de Lorraine fait élever de nombreux hôtels :
- Hôtel de Custine (1715), ancienne demeure des comtes de Custines, puis hôtel de Ludre, ancienne demeure des comtes de Ludre. L'État étant propriétaire, c'était la Trésorerie municipale de Nancy qui occupait les lieux. Depuis le 29 septembre 2012, c'est la « SNC hôtel de Ludre »[3].
- Hôtel Ferraris pour la famille Ferrari, actuellement DRAC Lorraine.
- Hôtel de Beauvau-Craon, actuellement Cour d'appel de Nancy.
- Hôtel de la Monnaie (1721-1725), ancien site des Archives départementales de Meurthe-et-Moselle.
- Hôtel de Raigecourt.
- Hôtel de Malleloy, situé au no 8 rue Callot,
- Hôtel de Bressey, situé au no 18 rue de Guise.

De nombreux hôtels Renaissance sont édifiés place d'Alliance et place de la Carrière. Sous le règne de Stanislas Leszczynski, l'architecte Emmanuel Héré fait unifier les façades des hôtels Renaissance de cette place en les passant à la mode classique. Il y fait notamment édifier :
- l'hôtel de Bassompierre.

et de part et d'autre des colonnades du palais de l'Intendance :
- l'hôtel Héré, demeure de l'architecte.
- l'hôtel de Morvilliers, réplique de la demeure précédente. Également appelé hôtel Guerrier de Dumast.

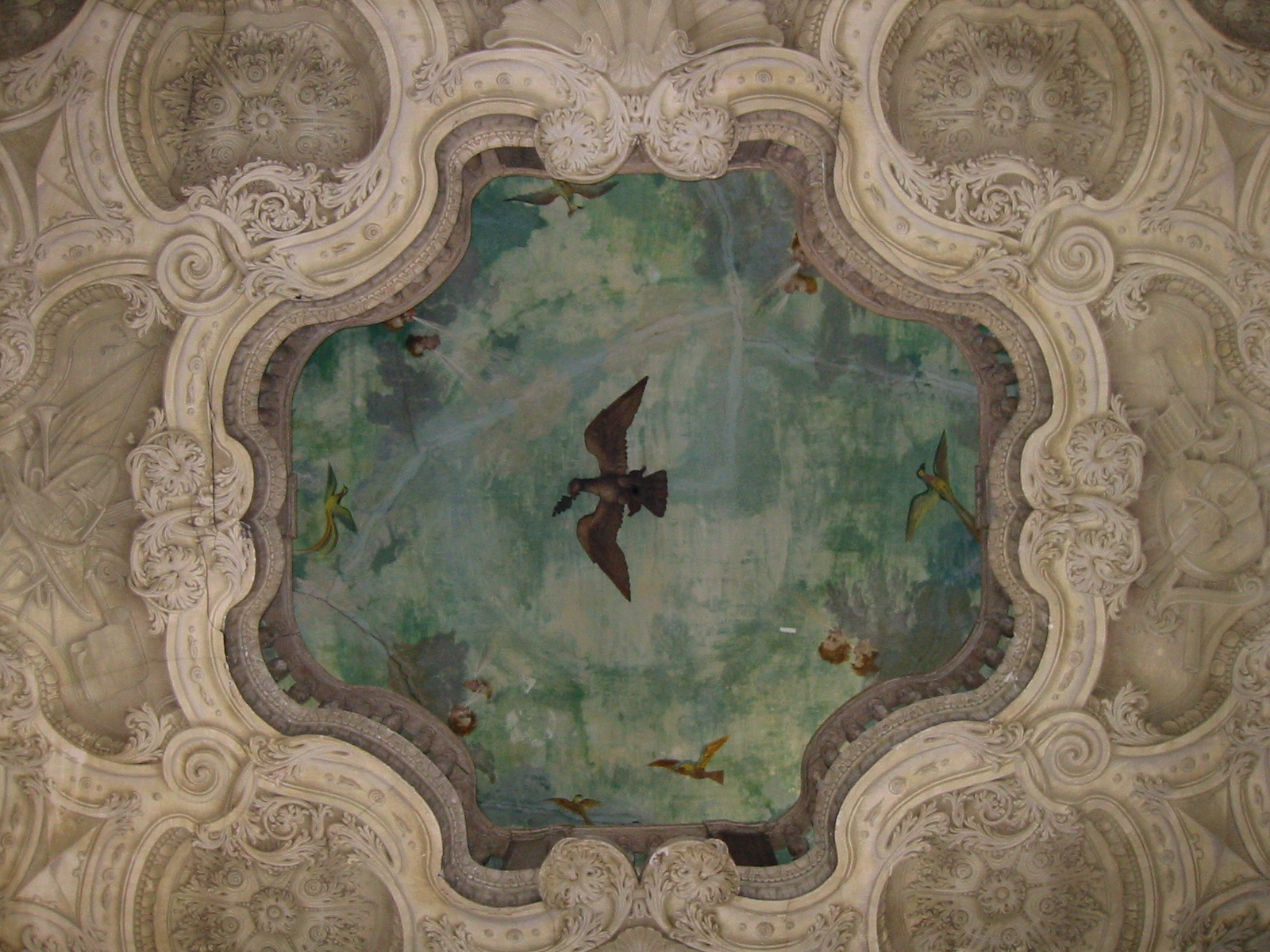
Hôtel Ferraris- Loggia qui surplombe l'escalier.
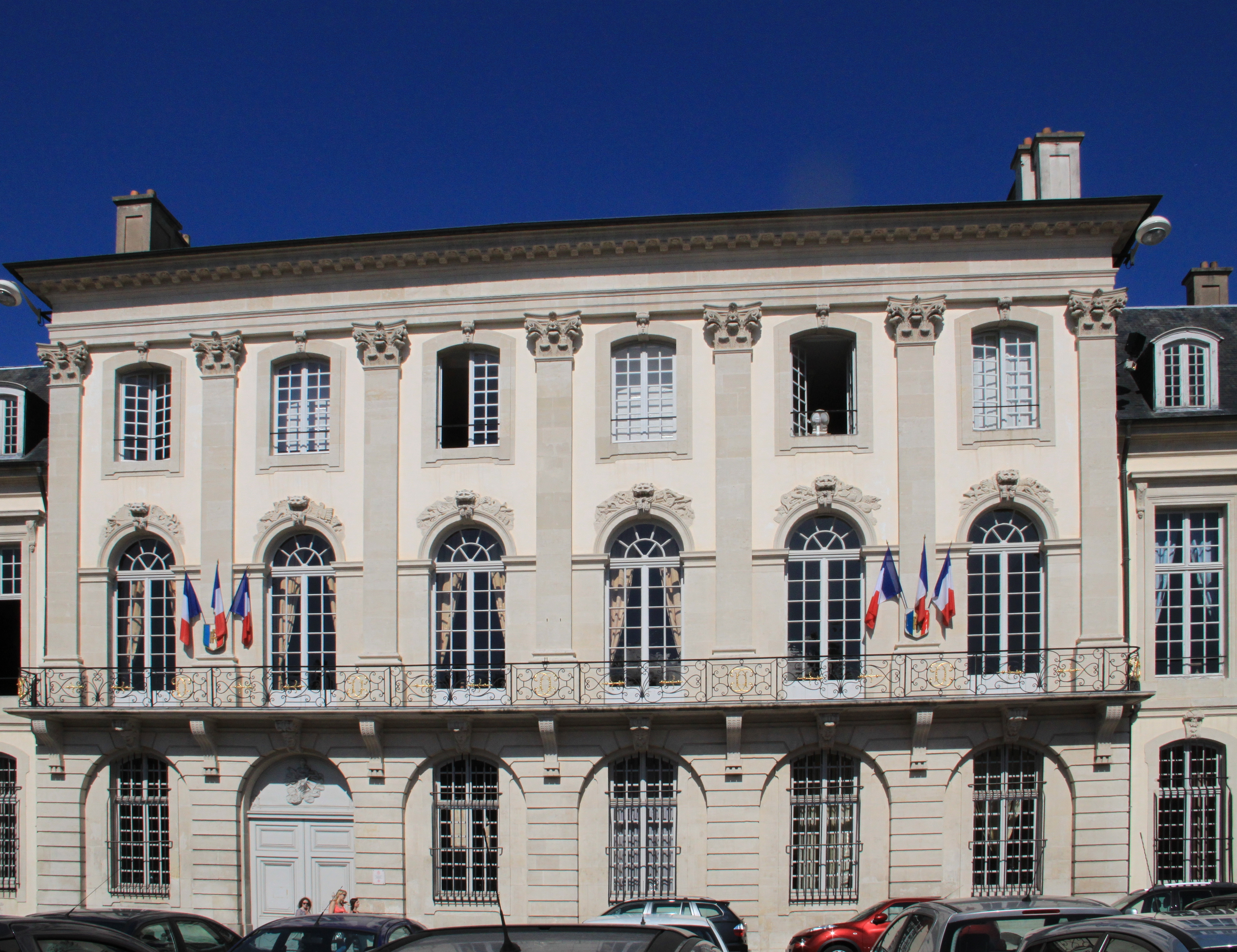
Hôtel de Beauvau-Craon.
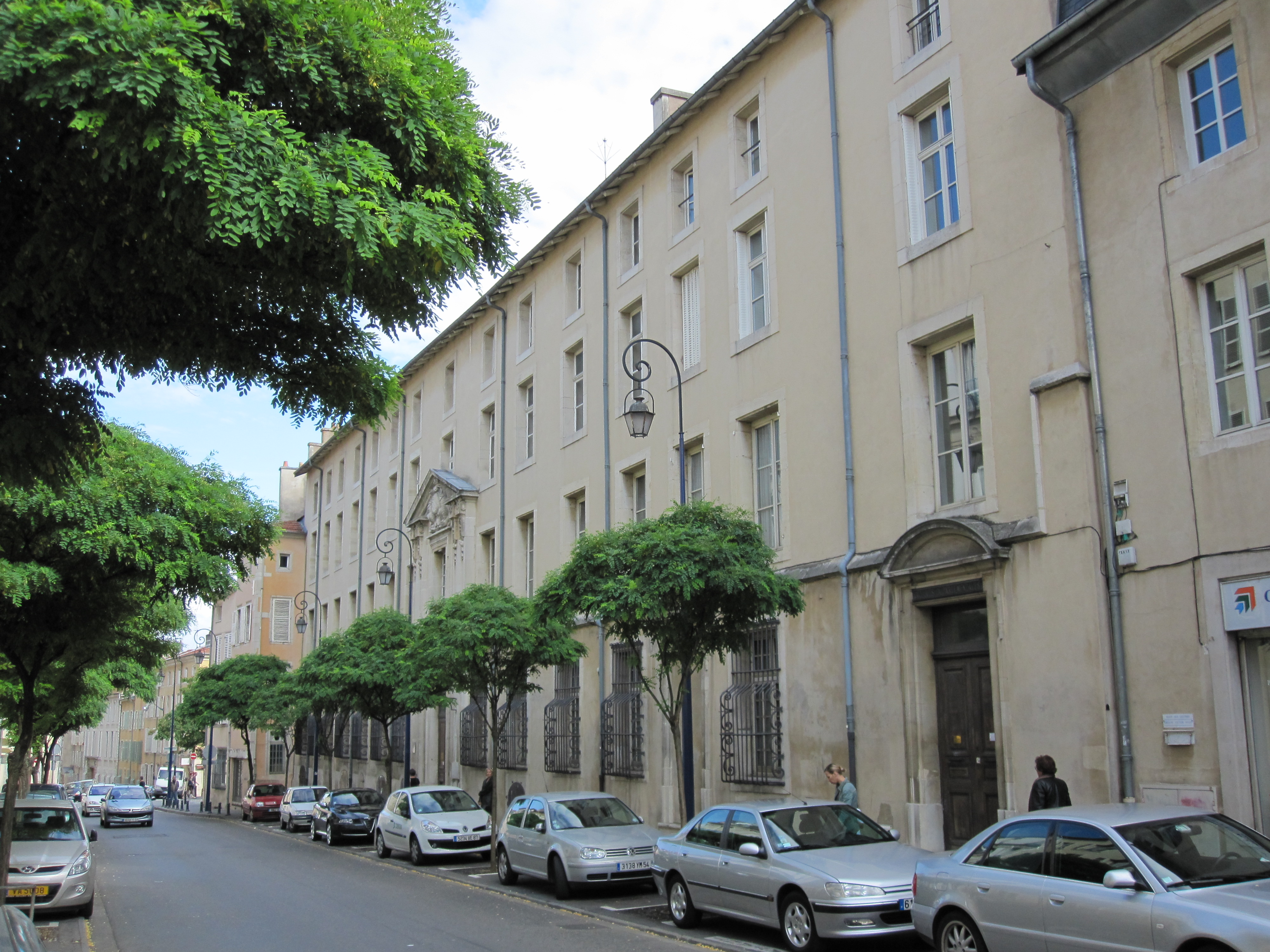
Hôtel de la Monnaie.
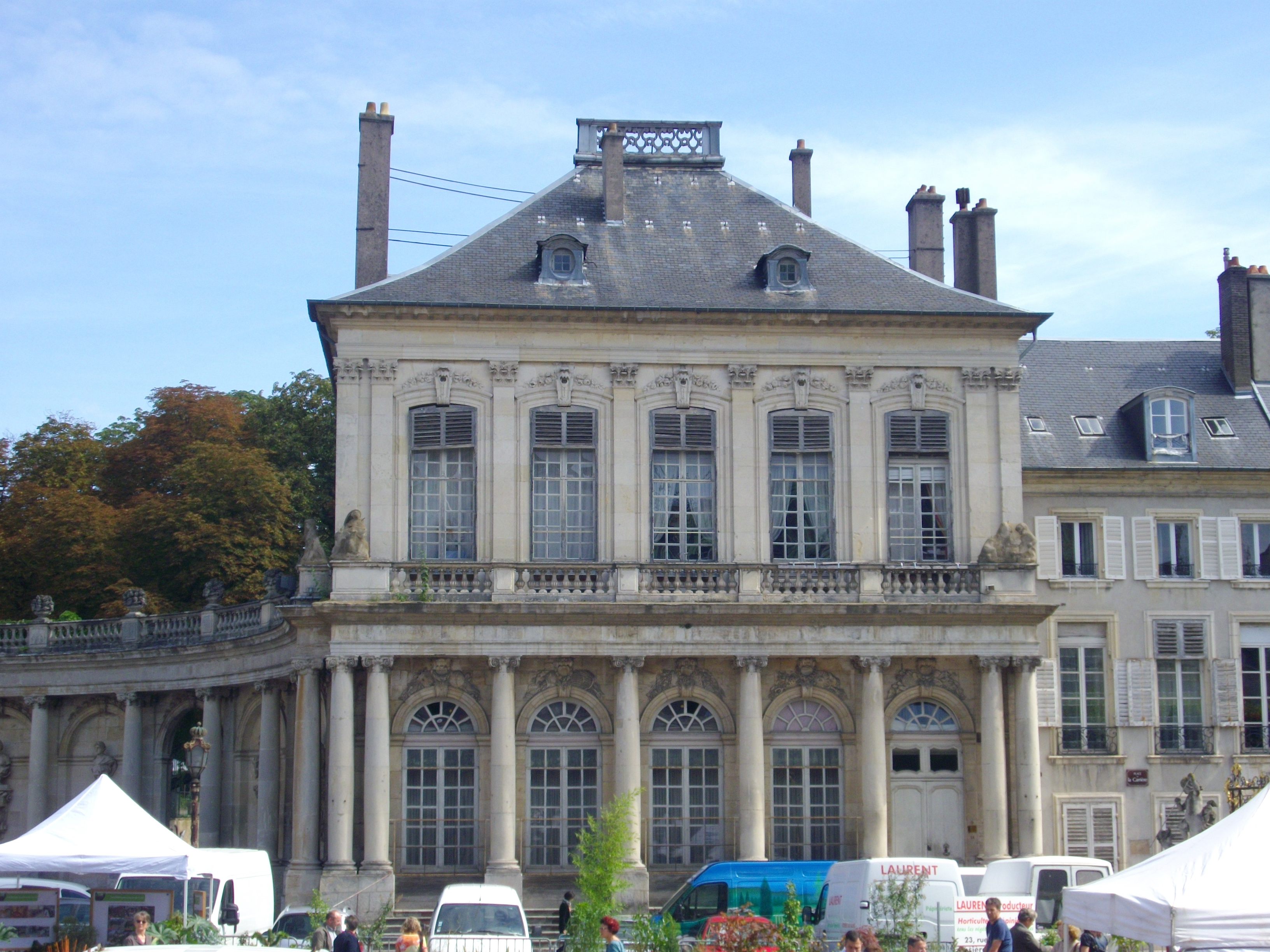
Hôtel de Morvilliers.
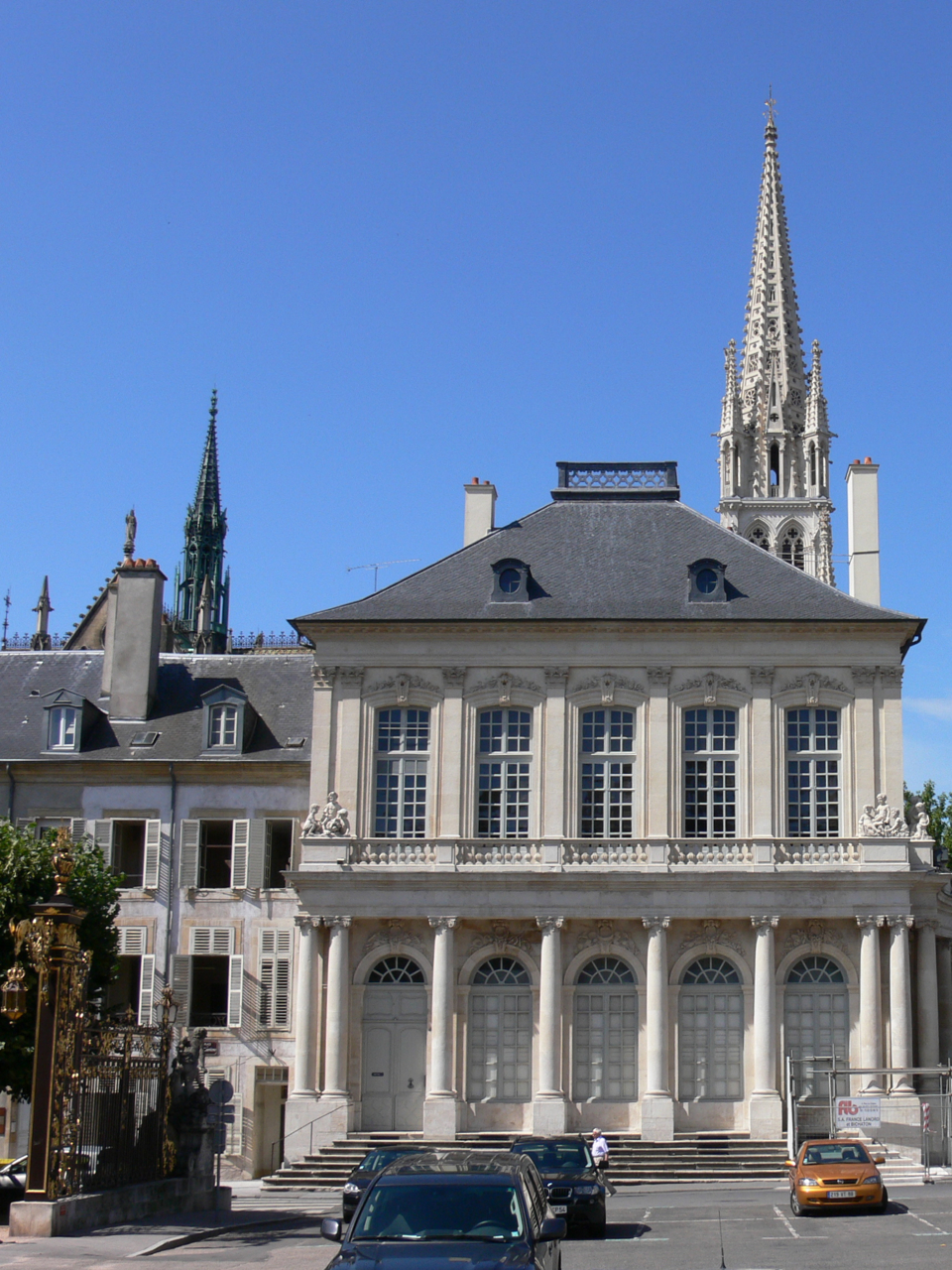
Pavillon Héré.

Autres hôtels particuliers :

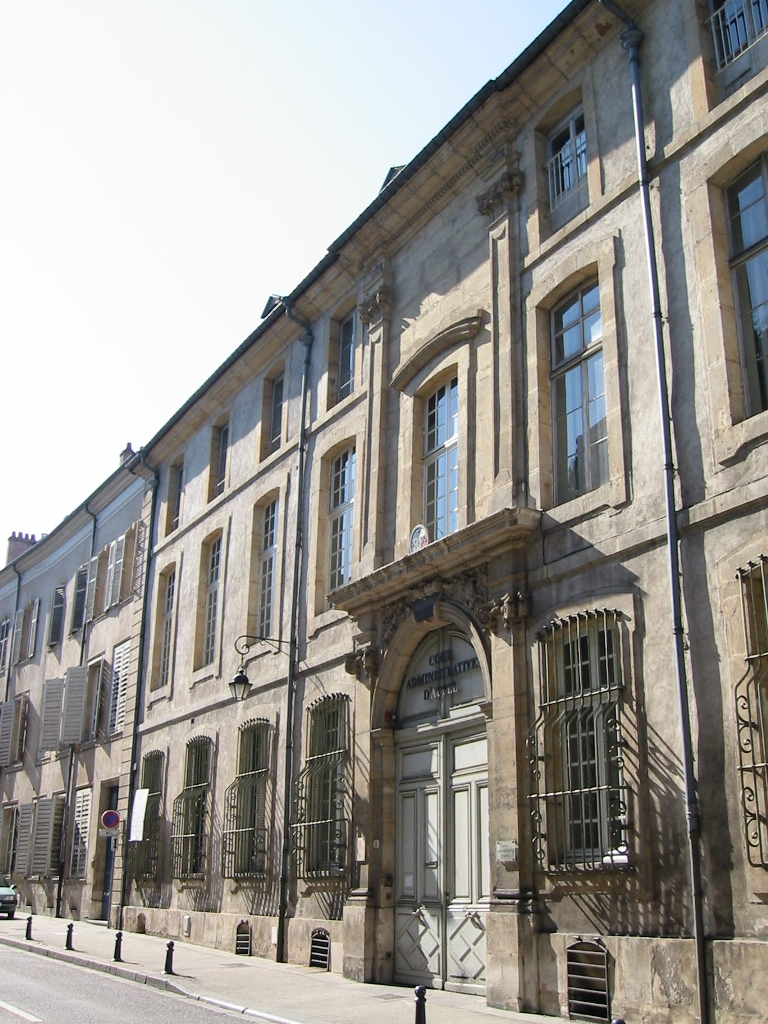
Hôtel de Fontenoy, siège de la Cour administrative d'appel, à Nancy.

- Hôtel de Fontenoy, actuellement Cour administrative d'appel de Nancy.
- Hôtel de Mahuet-Lupcourt, appelé au XIXe siècle hôtel O'Gorman, situé au no 17 rue Saint Dizier et dont le portail monumental est réutilisé à l'entrée du parc Olry.
- Hôtel de Malleloy.
- Hôtel d'Havré.
- Hôtel de Malte.
- Hôtel de Mérigny.
- Hôtel de Hoffelize.
- Hôtel de Bressey.
- Hôtel Haldat.
- Hôtel de Hautoy ou Hôtel des Suisses.
- Hôtel Fournier.
- Hôtel de la Mission Royale, actuellement occupé par l'Institut d'Études Politiques communément appelé Sciences Po campus de Nancy.
- Hôtel de Spada.
- Maison des Sœurs Macarons.

## XIXesiècle
- reconstruction de l'hôtel de Phalsbourg (XVIIe siècle).
- La Douëra à Malzéville, maison familiale de la famille d'artistes : Cournault.
- Hôtel Lang, transformé en 1906 en siège de la Société Nancéienne & Varin-Bernier (actuelle banque CIC).
- Hôtel Simon, actuel centre culturel allemand dit Goethe Institut.

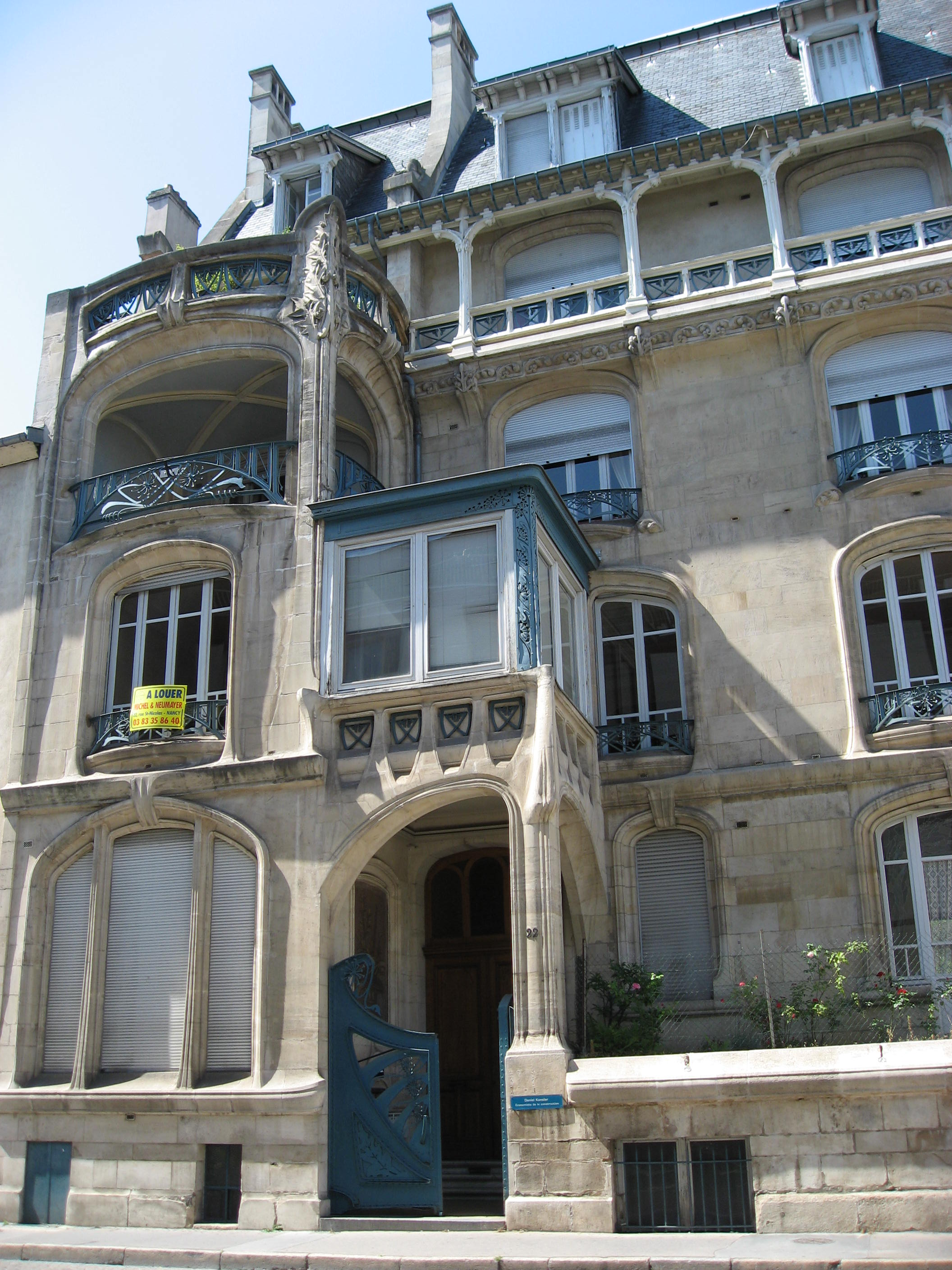
Maison Biet.

## XXesiècle-École de Nancy
- maison Corbin, actuellement musée de l'École de Nancy.
- villa Majorelle, demeure de l'ébéniste Louis Majorelle (1859-1926).
- maison de Georges Biet (1869-1955).
- maison du Docteur Paul Jacques.
- maison Bergeret (1859-1932).
- maison de Lucien Weissenburger (1860-1929).
- Maison Houot.
- Maison Le Jeune.

Le quartier de Saurupt présente la particularité de présenter de nombreuses maisons de maîtres de style art nouveau telles :
- Villa les Glycines.
- Villa Marguerite.
- Villa Lang.